# Frąknowo
Frąknowo (dawniej niem. Frankenau) – wieś w Polsce położona w województwie warmińsko-mazurskim, w powiecie nidzickim, w gminie Nidzica.
W latach 1975–1998 miejscowość administracyjnie należała do województwa olsztyńskiego.
Na południowo-zachodnim skraju wsi usytuowany jest cmentarz wojenny z I wojny światowej, na którym pochowano 83 żołnierzy armii rosyjskiej, poległych w sierpniu 1914 r. w walkach w okolicach Frąknowa. Założenie na planie prostokąta, z dwiema mogiłami usypanymi w kształcie kopców, pomiędzy nimi stela z inskrypcją: 
"83 • TAPFERE RUSSEN • FIELEN IN DER • TANNENBERGSCHLACHT • IM GEFECHT BEI • FRANKENAU • AM 24-26 AUG. 1914". 
Za stelą stał pierwotnie wysoki, dębowy krzyż prawosławny (dziś nieistniejący). 